# Oružjem protivu otmičara
Oružjem protivu otmičara je srpski glazbeni sastav. 

## Povijest sastava
Sastav je osnovan 1994. kao bunt na tadašnje česte trash i turbofolk narodnjake. Svoj prvi studijski album Oružjem protivu otmičara, koji su snimili za samo rekordnih 40 sati, objavljuju 1995. Album postiže iznenađujući uspjeh u Srbiji, te pjesme "Moja soba", "Izabela", "Vremojed" i "Ptica" postaju pravi hitovi. Još veći uspjeh postižu idućim albumom Barbie Cue, objavljenom 1996. na kojem se našla obrada pjesme "Mladiću moj" sastava Zana. Barbie Cue je bio najprodavaniji album u državi te godine, te sastav snima i Barbie Mix, album remikseva pjesama. Raspali su se 1997. godine, da bi na nagovor izdavača snimili svoj treći album, Komadić koji nedostaje, 1998. godine. Ponovo se raspadaju za vrijeme NATO-vog bombardiranja SRJ, te sastav ubrzo prestaje s radom. Ponovno se okupljaju 2002. te objavljuju album Maštoplov, no zbog njegovog relativnog neuspjeha, ponovno se razilaze. Krajem 2004., sastav se ponovno okuplja, s novom, pomlađenom postavom, te 2007. objavljuju album Znaš ko te pozdravio? na kojem se nalazi i obrada pjesme "Miki, Miki" Slađane Milošević

## Diskografija

### Studijski albumi
- 1995. - Oružjem protivu otmičara
- 1996. - Barbie Cue
- 1998. - Komadić koji nedostaje
- 2002. - Maštoplov
- 2007. - Znaš ko te pozdravio?

### Remiks albumi
- 1996. - Barbie Mix

## Članovi sastava
- Nikola - gitara, prateći vokal
- Ivana  - gitara, vokal
- Žarko - bas-gitara
- Srđan - bubnjevi

## Vanjske poveznice
Službena MySpace stranica